# Soo Catwoman
Soo Lucas, meglio nota come Soo Catwoman, spesso scritto Sue Catwoman (...), è stata un'icona della subcultura punk di Londra nella seconda metà degli anni settanta.

## Storia
Soo Catwoman aveva uno stile avanguardistico di vestirsi, come molti punk inglesi degli anni '70. Nel documentario sui Sex Pistols The Filth and the Fury, Johnny Rotten la cita parlando della subcultura punk e la elogia per la sua abilità, il suo stile e per il suo coraggio (nel look).
Il suo particolare taglio di capelli fu creato nel 1976 da un barbiere ad Ealing. I capelli erano tagliati molto corti intorno ai lati e dietro alla testa, nel tradizionale stile skinhead, ma i due lati erano rialzati, simili alle orecchie di un gatto. Le diverse parti erano tinte con colori differenti (le "orecchie" di nero, il resto di bianco).
Ha sempre negato di aver fatto parte del Bromley Contingent, il gruppo di fan dei Sex Pistols che viveva a Bromley, nella periferia di Londra, nonostante sia stata più volte accostata ad esso.
Le foto di Soo Catwoman sono tuttora popolari nell'ambiente punk rock. Soo è apparsa in molti documentari punk e filmati di concerti. Ha rifiutato di apparire nel film di Malcolm McLaren, The Great Rock 'n' Roll Swindle, perciò nel film il suo personaggio è stato interpretato da un'attrice, Judy Croll. Al momento risiede a Londra con un figlio e una figlia.

## Filmografia
- 1979 - The Punk Rock Movie (dir. Don Letts)
- 1980 - The Great Rock 'n' Roll Swindle (dir. Julien Temple)
- 2000 - The Filth and the Fury (dir. Julien Temple)